# James Wilkinson
James Wilkinson (24 tháng 3 năm 1757 – 28 tháng 12 năm 1825) là một chính khách người Mỹ
Wilkinson từng phục vụ trong Quân đội Lục địa trong Chiến tranh Cách mạng Hoa Kỳ, nhưng Wilkinson đã hai lần bị buộc phải từ chức.Được bổ nhiệm làm Thống đốc đầu tiên của Lãnh thổ Louisiana vào năm 1805. và chỉ huy hai chiến dịch nhưng không thành công .Tại nhà hát St. Lawrence River trong Chiến tranh năm 1812. Wilkinson qua đời khi đang là nhà ngoại giao ở Mexico City
Vào năm 1854, sau khi nghiên cứu tài liệu lưu trữ ở Madrid, nhà sử học Charles Gayarré của Louisiana đã tiết lộ Wilkinson là một điệp viên được trả lương cao của Đế chế Tây Ban Nha. Trong những năm kể từ khi nghiên cứu của Gayarré được công bố, Wilkinson đã bị các nhà sử học và chính trị gia Mỹ lên án. Theo Tổng thống Theodore Roosevelt :"Trong suốt lịch sử của chúng ta, không còn nhân vật đáng khinh nào nữa." Tuy nhiên, ông đã được bảo vệ.